# Veľká Salanka
Veľká Salanka – jaskinia krasowa na terenie Krasu Słowacko-Węgierskiego, w Wewnętrznych Karpatach Zachodnich na Słowacji.

## Położenie
Jaskinia leży w centralnej części Płaskowyżu Pleszywskiego (słow. Plešivská planina). Wejście jaskini znajduje się na wysokości 585 m n.p.m. w podszytym gęstymi krzakami lesie, mniej więcej w połowie odległości pomiędzy żółto znakowanym szlakiem turystycznym na wschodzie a niebieskim szlakiem na zachodzie.

## Geologia i morfologia
Jaskinia powstała w grubych warstwach wapieni zaliczanych do płaszczowiny silickiej. Jest typową jaskinią o rozwinięciu pionowym. Powstała na ciągu szczelin, poszerzonych następnie w procesie krasowienia. Skalisty wylot jaskini o wymiarach 20×3 m ma formę mocno rozczłonkowanego otworu o stromych ścianach, które opadając w dół rozdzielają się ku kilku kominom. Kominy te w dolnej części jaskini uchodzą do jednej studni, która sięga głębokości 38 m. Studnia ta posiada bogatą szatę naciekową.

## Historia poznania
Jaskinia znana była od dawna pasterzom, pasącym na Płaskowyżu Pleszywskim. Pod koniec II wojny światowej ukrywała się w niej miejscowa ludność i członkowie grup partyzanckich.